# Граф де Сифуэнтес

Герб муниципалитета Сифуэнтес, провинция Гвадалахара, Кастилия-Ла-Манча (Испания).

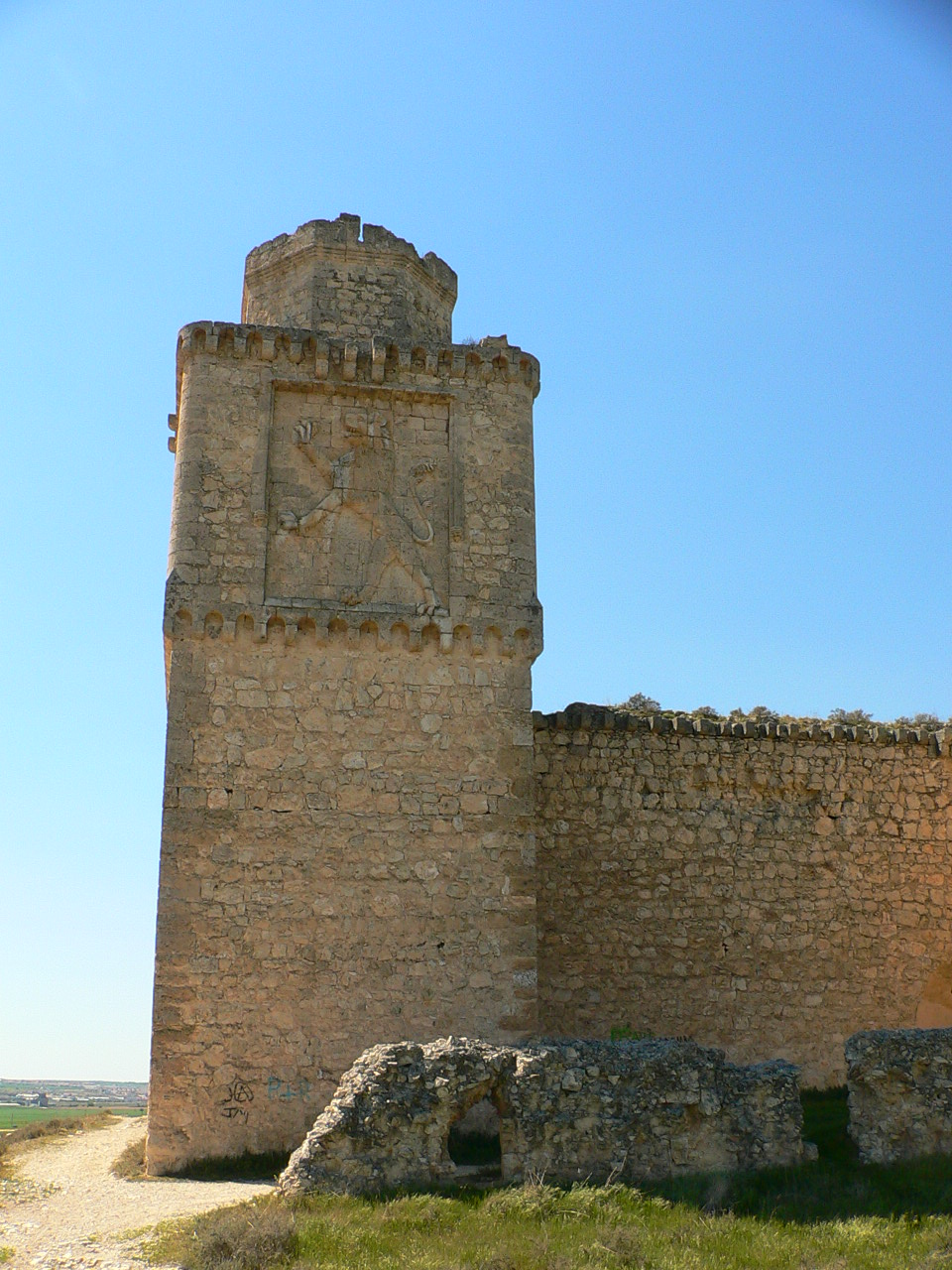
Донжон замка Барсьенсе в провинции Толедо, построенного Хуаном де Сильва, 1-м графом де Сифуэнтес, в XV веке, с геральдическим гербом дома Сильва.

Граф де Сифуэнтес — испанский дворянский титул. Он был создан в апреле 1456 года короле Кастилии Энрике IV для Хуана де Сильвы и Менесеса (1399—1464).
24 апреля 1717 года королем Испании Филипп V пожаловал титул гранда Испании Фернандо де Сильве и Менесесу, 13-му графу де Сифуэнтес.
Название графского титула происходит от названия муниципалитета Сифуэнтес, провинция Гвадалахара, Кастилия-Ла-Манча (Испания).

## Графы де Сифуэнтес
- Хуан де Сильва и Менесес (1399 — 27 сентября 1464), 1-й граф де Сифуэнтес (с 1456 года), сын Альфонсо Тенорио де Сильвы, сеньора де Барсьенсе, и Гиомар де Менесес и Толедо
  - Супруга с 1428 года Леонор де Акунья, сеньора де Портилья, дочь Лопе Васкеса де Куньи (? — 1447) и Терезы Каррильо де Альборнос
  - Супруга с 1436 года Инес де Ривера, дочь Диего Гомеса де Риберы и Беатрис Портокарерро и Кабеса де Вака. Ему наследовал его сын от первого брака:
- Альфонсо де Сильва и Акунья (1429 — 18 сентября 1469), 2-й граф де Сифуэнтес.
  - Супруга — Изабель де Кастаньеда и Гусман (? — 1462), дочь Хуана Родригеса де Кастаньеды, сеньора де Фуэнтидуэнья, и Хуаны де Гусман, сеньоры де Палос.
  - Супруга — Беатрис Пачеко Альфон де Луденья (1434—1490), дочь Хуана Пачеко, 1-го маркиза де Вильена, и Каталины Альфон де Луденья, вдова Родриго Портокарреро, 1-го графа де Медельина. Ему наследовал его сын от первого брака:
- Хуан де Сильва и Кастаньеда (1452 — 12 февраля 1512) 3-й граф де Сифуэнтес, капитан-генерал Севилья и президент Совета Кастилии.
  - Супруга с 1473 года Каталина Альварес де Толедо и Суньига (1470—1525), дочь Фернандо Альвареса де Толедо и Эррера, 4-го сеньора де Оропеса, и Леонор де Суньига и Лара
  - Супруга — Тереза де Агила (Пинель). Ему наследовал его сын от первого брака:
- Фернандо де Сильва и Альварес де Толедо (ок. 1480 — 16 сентября 1545), 4-й граф де Сифуэнтес, посол Испании в Риме.
  - Супруга — Каталина де Андраде и Ульоа Суньига, дочь Фернандо де Андраде, 2-го графа де Вильяльва, 1-го графа де Андраде, и Франсиски де Суньиги и Ульоа, 2-й графини де Монтеррей. Ему наследовал его сын:
- Хуан де Сильва и Андраде (ок. 1510 — 27 апреля 1556), 5-й граф де Сифуэнтес
  - Супруга с 1541 года Анна де Мнрой и Айала, дочь Франсиско де Монроя и Суньиги, 1-го графа де Делейтоса, и Санчи де Айала и Гусман, 7-й сеньоры де Себолья. Ему наследовал их сын:
- Фернандо де Сильва (1543 — 14 или 21 мая 1590), 6-й граф де Сифуэнтес
  - Супруга с 1563 года Мария Пардо де ла Серда (? — 1566)
  - Супруга с 1571 года Бланка де ла Серда, дочь Хуана де ла Серда и Сильва, 4-го герцога де Мединасели. Ему наследовал его сын от второго брака.
- Хуан Бальтасар де Сильва и де ла Серда (6 января 1581 — 21 января 1602), 7-й граф де Сифуэнтес.
  - Супруга — Франсиска де Рохас
  - Супруга — Херонима де Айала. Ему наследовала его сестра:
- Анна де Сильва и де ла Серда (1587 — 29 марта 1606), 8-я графиня де Сифуэнтес
- Супруг с 1603 года Хуан Мануэль де Падилья и Акунья, 2-й граф де Санта-Гадеа.
- Педро де Сильва Хирон де Аларкон (? — 2 сентября 1624), 9-й граф де Сифуэнтес (с 1620 года). Сын Алонсо Руиса де Аларкона и Валенсии, 4-го сеньора де Пикерас и Альбадалехо, и Хуаны Пачеко де Сильва
  - Супруга — Анна де Аларкон Брисеньо.
  - Супруга — Марианна Давалос и Бенавидес. Ему наследовал его сын от второго брака:
- Алонсо Хосе де Сильва Хирон (1606 — 10 декабря 1644), 10-й граф де Сифуэнтес. Не оставил потомства, ему наследовал его дальний родственник:
- Фернандо Хасинто де Сильва и Менесес (? — 25 августа 1659), 11-й граф де Сифуэнтес, 1-й маркиз де Алькончель, сын Луиса Менесеса и Падильи и Хуаны (Анны) Пачеко Хирон де Аларкон и Сильва, сеньоры де Вильярехо, Альбаделехо и Пикерас.
  - Супруга с 1637 года Изабель Анна де Падилья Гайтан (? — 1653), дочь Франсиско Гайтана де Падилья и Айала и Шарлотты дю Бойс. Ему наследовал их сын:
- Педро Феликс Хосе де Сильва и Менесес (? — 3 апреля 1697), 12-й граф де Сифуэнтес, 2-й маркиз де Алькончель, капитан-генерал Андалусии, вице-король Валенсии.
  - Супруга с 1660 года Мария Елена Сфондрато и Кордова (? — 1684), маркиза де Мансебради, дочь Херонимо Сфрондато Кастриото, маркиза де Масебради, и Хасинты Фернандес де Кордова и Кастилья. Ему наследовал их сын:
- Фернандо де Сильва и Менесес (23 июля 1663 — 24 декабря 1749), 13-й граф де Сифуэнтес, 3-й маркиз де Алькончель.
  - Супруга с 1701 года Хосефа де Веласко де ла Куэва Руис де Аларкон и Себальос (1685—1727), 4-я графиня де Вальверде, дочь Антонио де Веласко, 3-го графа де Сируэла, и Луизы де Аларкон, 3-й графини де Вальверде.
  - Супруга с 1728 года Каталина Луиза Рабатта Страссольдо (1710—1781), дочь графа Иоганна Филиппа де Рабатта, графа де Рабата, и Марии Терезы Страссольдо, графини де Эстрасольдо. Ему наследовал его сын от второго брака:
- Хуан де Сильва Рабатта и Менесес (1737 — 2 марта 1792), 14-й граф де Сифуэнтес, гранд Испании 1-го класса
  - Супруга с 1755 года Мария Синфороса де Карвахаль и Суньига (? — 1761).
  - Супруга с 1763 года Мария Бернарда Гонсалес де Кастехон и Вильялонга (1741—1775), дочь Мартина Николаса Гонсалеса де Кастехона и Гонсалеса де Кастехона, 6-го маркиза де Грамоса, и Марии Мануэлы де Вильялонга и Веласко, 4-й графини де ла Куэва. Ему наследовал его дочь от второго брака:
- Мария Луиза де Сильва и Гонсалес де Кастехон (23 декабря 1765 — 18 июля 1825), 15-я графиня де Сифуэнтес, 9-я маркиза де Грамоса, 5-я маркиза де Веламасан и Алькончель, 6-я маркиза де Альбасеррада, 13-я маркиза де Лансароте, графиня де ла Ривера, грандесса Испании.
  - Супруг с 1784 года Хуан Баутиста де Керальт и де Пинос (1758—1803), 7-й граф де Санта-Колома, гранд Испании, 5-й маркиз де Альболоте, 3-й маркиз де Бесора. Ей наследовал их сын:
- Хуан Баутиста де Керальт и Сильва[исп.] (18 марта 1786 — 13 марта 1865), 16-й граф де Сифуэнтес, 8-й граф де Санта-Колома, 6-й маркиз де Алькончель, 14-й маркиз де Лансароте, 11-й маркиз де Грамоса, 6-й маркиз де Альболоте, 4-й маркиз де Бесора, гранд Испании.
  - Супруга с 1805 года Мария дель Пилар Букарелли и Сильва (1789—1828), 5-я маркиза де Вальеэрмосо, дочь 9-я графиня де Фуэнклара и 7-я графиня де Херена, дочь Луиса Букарелли и Букарелли, 6-го графа де Херена, и Марии дель Росарио де Сильвы и Фернандес де Миранды, 7-й графини де Фуэнклара.
  - Супруга с 1835 года Мария Франсиска де Кабаньес и дель Кастильо. Ему наследовал его сын от первого брака:
- Хуан Баутиста де Керальт и Букарелли (8 октября 1814 — 17 апреля 1873), 17-й граф де Сифуэнтес, 9-й граф де Санта-Колома, 10-й граф де лас Амаюэлас, 10-й граф де Фуэнклара, 17-й маркиз де Каньете, 12-й маркиз де Грамоса, 6-й маркиз де Вальеэрмосо, маркиз де Альбасеррада, маркиз де Альболоте, маркиз де Алькончель, маркиз де Бесора.
  - Супруга с 1835 года Мария Доминга Бернальдо де Кирос и Колон де Ларреатеги (1816—1884) дочь Антонио Марии Бернальдо де Кироса и Родригеса де лос Риоса, 6-го маркиза де Монреаль, маркиза де Сантьяго, 6-го маркиза де ла Симада, и Ипполиты Колон де Ларреатеги и Бакедано, дочери 12-го герцога де Верагуа. Ему наследовала их дочь:
- Мария де лас Долорес де Керальт и Бернальдо де Кирос (22 февраля 1854 — 6 ноября 1942), 18-я графиня де Сифуэнтес, грандесса Испании.
  - Супруг с 1875 года Хоакин Касани и Бернальдо де Кирос (1850—1912), 7-й граф де Жирарделли, 5-й граф де Крон и 8-й барон де Лардиес. Их старший сын, Хуан Баутиста Касани и Керальт Бернальдо де Кирос (1876—1922), 8-й граф де Жирарделли, 6-й граф де Крон и 9-й барон де Лардиес, в 1903 году женился на Марии дель Милагро Карвахаль и Осорио (1883—1975), 2-й маркизе де Сан-Роман, дочери Педро де Алькантары де Карвахаля и Фернандес де Кордова, 9-го маркиза де Наваморкуэнде, и Марии де Монсеррат Осорио и Эредия. Их старший сын Мариано наследовал в 1945 году графский титул:
- Мариано де лас Мерседес Касани и Карвахаль (13 июля 1910 — 9 января 1987), 19-й граф де Сифуэнтес. В 1935 году поступил в папскую семинарию, избрав для себя церковную карьеру. Ему наследовал его племянник, старший сын его сестры, Марии дель Пилар Касани и Карвахаль (1905—1984), 3-й маркизы де Сан-Роман, и Хайме де Беренгера и Мальдонадо (1905—1986), барона де Лардиес.
- Хуан де Беренгер и Касани (род. 26 января 1941), 20-й граф де Сифуэнтес, 4-й маркиз де Сан-Роман (титул был восстановлен в 1987 году), 8-й граф де Крон.
  - Супруга с 1967 года Мария дель Кармен де Сантьяго и Моралес де лос Риос (род. 1944).
  - Супруга с 1984 года Мария Ребека Виота Лопес де Линарес. Уступил титул графа де Сифуэнтес своему сыну от первого брака:
- Хайме Мария де Беренгер и де Сантьяго, 21-й граф де Сифуэнтес (гранд Испании). В 2011—2015 годах избирался в совет мэрии Мадрида, доктор психологии, профессор Автономного университета Мадрида.
  - Супруга с 2004 года Хема Белен Ласкано Санчес.